# Monumento a D. Pedro IV
O Monumento a D. Pedro IV situa-se na Praça da Liberdade, na cidade do Porto, em Portugal.
É uma estátua equestre da autoria do escultor Célestin Anatole Calmels. A primeira pedra foi posta em 9 de julho de 1862. Foi inaugurado em 19 de outubro de 1866. Tem 10 metros de altura e cinco toneladas de bronze.
A estátua de bronze apresenta D. Pedro IV vestido com a farda de Caçadores 5 e sobre ela uma placa (espécie de sobrecasaca) que era o seu traje habitual; na mão direita segura a Carta Constitucional de 1826 e na esquerda as rédeas do cavalo.

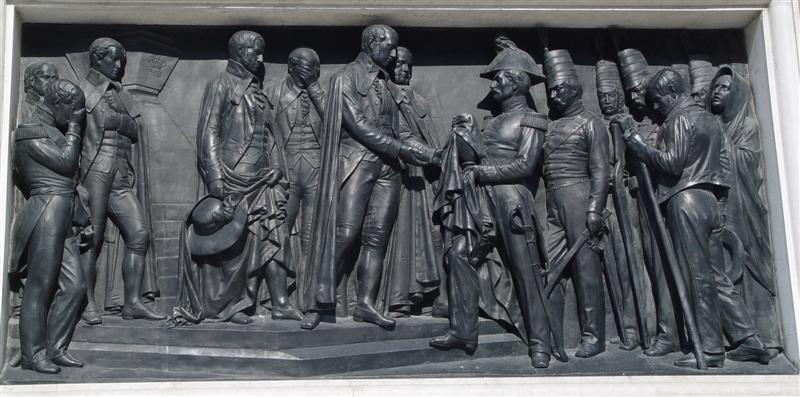
Bronze original

No pedestal são representadas duas cenas da vida do homenageado, em dois baixos relevos. Os baixos relevos originais eram de mármore de Carrara, mais tarde foram substituídos por outros em bronze. Estes foram roubados em 2007, ano em que a estátua foi recuperada pelo programa Porto com Pinta. Mas quando se retirou a tela publicitária, faltavam as placas. Recorrendo a fotos dos originais, foi possível fazer as duas réplicas que foram recolocadas em março de 2008.[carece de fontes?]
Um deles representa o desembarque na praia do Mindelo, onde se vê D. Pedro IV a entregar a bandeira a Tomás de Mello Breyner.
O segundo mostra a entrega do coração de D. Pedro ao Porto. O coração encontra-se na Igreja da Lapa.